# Davíð Örn Halldórsson
Davíð Örn Halldórsson, född 1976 i Reykjavik på Island, är en isländsk målare och grafiker.
Davíð Örn Halldórsson utbildade sig på konstlinjen på Hólabrekkuskóli i Breiðholt 1994-98, på grafiska avdelningen på Listaháskóli Íslands 1999-2002 och som utbytesstipendiat 2001 vid Académie Royale des Beaux-Arts i Liège i Belgien. Han hade sin första separatutställning 1999, Fallnir félagar, installationer på Galleri Geysi i Reykjavik.
Han fick Carnegie Art Awards stipendiat för unga konstnärer 2013 för sina livligt färgade abstrakta målningar på pannåer av återvunnet trä. Dessa målningar är fulla av överraskningar och motsägelser.